# Le Glaive et le Bouclier
Le Glaive et le Bouclier (Щит и меч, Shchit i mech, parfois traduit Le Bouclier et l'Épée) est une série télévisée soviétique en 4 épisodes réalisée par Vladimir Bassov et sorti en 1968,,.

## Synopsis
En 1940, l’officier du NKVD Alexander Below réussit avec la complicité de Heinrich Schwarzkopf à entrer sur le territoire allemand depuis Riga. Sous l'identité de Johann Weiss, il rejoint la Wehrmacht, où il va progressivement grimper les échelons dans les cercles de pouvoir de l’Abwehr. En 1944, devenu membres du SD, il obtient des informations importantes pour la conduite de la guerre qu'il transmet à l’Union soviétique.

## Fiche technique
- Réalisateur : Vladimir Bassov
- Photographie : Timofeï Lebechev
- Musique : Veniamine Basner
- Décors : Alexeï Parkhomenko, Valentin Pereletov
- Montage : Lioudmila Badorina, Maria Sergueïeva
- Production : Mosfilm

## Distribution
- Stanislav Lioubchine : Alexandre Belov, officier du renseignement soviétique / Oberleutnant Johann Weiss
- Oleg Yankovski : Heinrich Schwarzkopf, ami de Johann Weiss
- Gueorgui Martyniouk : Alexeï Zoubov, officier du renseignement soviétique / Alois Hagen, lieutenant en chef
- Vladimir Bassov : Bruno, espion soviétique
- Alla Demidova : Angélique Bucher
- Juozas Budraitis : von Dietrich, capitaine de l'Abwehr
- Alexeï Glazyrine : Axel Steinglitz, major de l'Abwehr
- Valentina Titova : Nina, élève du Spitz
- Natalia Velitchko : Elsa, agent de liaison d'Alexandre Belov
- Vladimir Balachov : Walter Sonnenberg
- Algimantas Masiulis : Willy Schwarzkopf, oncle de Heinrich Schwarzkopf
- Nikolaï Zasoukhine : Oskar Papke, SS-Unterscharführer
- Lev Poliakov : Gerlach, chef adjoint de l'école de renseignement de l'Abwehr
- Anatoli Verbitski : Gerd, chef de l'école de renseignement de l'Abwehr
- Nikolaï Grabbe : sourd-muet, traducteur au service de l'Abwehr
- Wacław Dworzecki : Landsdorf, expert dans le domaine du renseignement militaire
- Anatoli Koubatski : Franz, SS Brigadeführer
- Nikolaï Prokopovitch : Schultz, chef du garage
- Mikhaïl Pogorjelski : von Saltz, colonel
- Christine Laszar : Brigitte, épouse d'Alois
- Lioudmila Tchoursina : Gefreiter
- Inga Boudkevitch : Inga Rotmirova, l'assistante de Sorokine
- Valentin Smirnitski : Andreï Bassalyga, élève de l'école de renseignement
- Vsevolod Safonov : Gvozd, élève de l'école de renseignement
- Vladimir Marenkov : Ace, élève de l'école du renseignement
- Radner Mouratov : Chaman, élève de l'école du renseignement
- Uldis Dumpis : officier allemand, as pilote de la Luftwaffe
- Piotr Repnine : le propriétaire du restaurant

## Autour de la série
Elle est adaptée du roman éponyme de Vadim Kojevnikov.